# Bluesroute Helmond
Bluesroute Helmond is een jaarlijks, driedaags bluesfestival in Helmond.
Bluesroute Helmond is een van de grootste gratis bluesfestivals van de Benelux. Het evenement wordt standaard in het laatste 'volledige' weekend van oktober gehouden en is daarmee het laatste evenement van het festivaljaar. Bijna alle optredens vinden plaats in theaters, café, popzalen, waardoor het weer nauwelijks invloed heeft op het festival.

## Historie
In 2010 besloot een aantal bluesliefhebbers dat Helmond een eigen bluesfestival diende te hebben, zeker nadat 'Jazz in Catstown' wegens organisatorische redenen kwam te vervallen.
Deze wens leidde in 2011 tot de 1e editie Bluesroute Helmond op de 1e zondag in september en vond plaats op 4 locaties. 
Kenmerkend voor Bluesroute Helmond is het uitgebreide programmaboekje waarin de locaties en bands uitgebreid gepresenteerd worden.
De 2e tot en met de 4e editie wijzigde het evenement nauwelijks, behalve dat het festival verhuisde naar de 1e zondag van november en dat er gratis vervoer tussen de locaties geregeld was.
Sinds 2015 zit Bluesroute Helmond vast op het laatste weekend van oktober. Deze datumverhuizing was voornamelijk op verzoek van Helmond Marketing, zodat de maandelijkse koopzondag samenviel met het evenement.
Vanaf 2016 mocht Bluesroute Helmond rekenen op steun van de gemeente Helmond om zodoende het evenement naar een hoger niveau te brengen. Daardoor kon Bluesroute Helmond een extra festivaldag op zaterdag, meer speellocaties, extra bands en een hogere kwaliteit realiseren. De organisatie kwam tevens in handen van Stichting Cultuur in Helmond. Dankzij deze impuls werd Bluesroute Helmond interessanter voor bluesliefhebbers buiten de regio.
In 2020 werd het festival als gevolg van de coronapandemie afgelast. Een jaar later kon de editie van 2021 net met de hakken over de sloot doorgang vinden alvorens er weer flinke beperkingen werden ingevoerd.
Sinds de 13e editie in 2024 wordt meer ingezet op groen. Zo wordt het aantal programmaboekjes langzaamaan verlaagd over de komende jaren en wordt meer ingezet op gebruik van papierloze informatie.

## Editie 2024
- 3 on the Tree (USA)
- Beaux Gris Gris & The Apocalypse (USA)
- Bex Marshall (UK)
- Big Bo and his Voodoo Charm
- BirdCatcher II
- BlueSox
- Brad 'Guitar' Wilson (USA)
- Cablehouse (UK/ES/NL)
- Doghouse Sam & his Magnatones (BE)
- Five Dollar Shake XL
- From the Road plays Lynyrd Skynyrd (BE)
- Groovetakers
- Harlem Lake
- Herbie Blues
- Hey Moocher
- Jeffrey Halford & The Healers (USA)
- Jörg Danielsen & Band (AT)
- Leif & Sem
- Leif de Leeuw Band
- Little Hat
- London Underground (IT)
- Long Way Blues
- Madcat’s Roughriders (BE)
- Mark van Mourik Blues
- Miguel Montalban & The Southern Vultures (CL)
- On Solid Ground
- Paardekooper
- Reemers & de Greef
- Robbert Duijf Band
- Ruben Hoeke Band
- Sam Ghezzi Duo (IT)
- Sam Willcox Band (UK/FR)
- Steeltrain
- Stef Paglia Band (BE)
- Stephan Graf's Double Vision (DE)
- Sugar Queen Blues Band (USA/NL)
- Talking Blues ft. The Delta Ladies
- The Goshawks
- The Highway Rhythm & Blues Gang
- The Newks
- The Sidekicks
- Umberto Porcaro Band (IT)
- Van Tastik (USA)
- VandeVen Band
- Voltage
- Voodoo Woman
- Wildcard Dukes Experience
- Willy B & René Little Jake
- Zac Schulze Gang (UK)

## Editie 2023
- ANTONio with Friends
- Artur Menezes (BR)
- Ben Poole (UK)
- Ben Poole (UK) & Guy Smeets
- Big Ritch & The Blacksmith Company
- Blue Monday
- Blues Chiefs
- Boogie Beasts (BE)
- Brad 'Guitar' Wilson (USA)
- Chicago Capitols
- Double Jack (BE)
- Dr BloezZ
- Emir Trerè and The Sugar Daddies (IT)
- Fat Harry & the Fuzzy Licks
- Federico Verteramo Blues Band (IT)
- Firehouse Mama
- Gadja Bluesband
- Grunting Pigs (HU)
- Herbie Blues
- Ivo Gleeman
- Johnny Feel Good
- Jonathan Rhodes
- Jörg Danielsen & BAND (AT)
- Jump, Jive and Joy
- King King Kings
- La Ratte
- Little Hat
- Little Steve & the Big Beat
- Luca & Uncle Rudi
- Magic Frankie & the Bluesdisease
- MarbleTones
- Marcel Scherpenzeel Band
- Marco Bartoccioni Band (IT)
- Meryn Bevelander Band
- Milo Meskens (BE)
- Mister Moan
- Mojo Hand
- Mojo Man
- One Horse Band (IT)
- Original Strikes
- Özgür Hazar's Blues Syndicate (TR)
- Possum Belly
- Reemers & de Greef
- Reggie King Sears (USA)
- Richville
- Rolling Beat Machine
- Shaggy Dogs (FR)
- Slim Robin & Arie Verhoef
- Texan Dirt
- The Newks
- The Robbert Fossen Band
- Timo van Lierop
- Veldman Vintage Project
- Willy B & the Blue Sparrow

## Editie 2022
- AJ Plug
- Amsterdam Blues Company
- Arthur Ebeling
- Bai Kamara jr (SLE/BE)
- blueSpirit
- Captain Morgan Express
- Chicago Four
- Henk Bosman Quartet
- Etta James Experience
- Gloomy Mess (BE/NL)
- Greg Izor (USA)
- Groovetakers
- José Ramirez Band (USA)
- Kings and Jokers
- K-Pax Blues Band (BE)
- Lefthand Freddy
- Leonard Ford
- Livin' Blues Experience
- Moore Plays Moore (UK)
- Muddy Waters Tribute Band
- Muddy What (DE)
- Mylk
- Nathan James Trio (USA)
- One White Dog
- Phil James and the Flames (CAN)
- Ralph de Jongh Band
- Ramble Tamble
- Raymunda
- Red Salmon Blues Band
- Reemers & de Greef
- Rob Hendrikse Duo
- Robbert Fossen Band
- Rolling Beat Machine
- Sean Chambers (USA)
- Shakedown Tim &The Rhythm Revue (BE)
- The Liberators
- The PinPins
- The Tailbones
- The Weepers
- Theo Sieben
- Twelve Bar Blues Band
- Vanesa Harbek Band (AR)
- What the FRNK & the Longhorns

## Editie 2021
- 32Blues
- Acoustic Fuzz
- Barrelhouse
- BellaBlues
- Ben Granfelt (FI)
- Big Dez (FR)
- Boogie Boy and his Woodies (BE)
- Chicago Capitols
- Cleanhead & Barefoot
- Copperhead County
- Dirty Five (BE)
- El Camino
- Electric Hollers
- Elijah Gospel Choir
- Emily H.
- Freek Volkers Band
- Gaelle Buswell (FR)
- Gumbo & the Monk
- Guy Verlinde & The Artisans of Solace (BE)
- Harlem Lake
- Herbieblues
- Hilltop Howlers
- Jeffrey Halford & The Healers (USA)
- JJ Sharp & The SaltyDog
- John Burki Duo
- Little Boogie Boy Blues Band
- Marcel Scherpenzeel Band
- Mr. Boogie Woogie & the Blisters
- Nienke Dingemans
- Phillip Kroonenberg
- Rob Orlemans & Half Past Midnight
- Rob Tognoni (AU/DE)
- Robbert Duijf
- Rolling Beat Machine
- Saverio Maccne & Double Ace (AR)
- Starlite Campbell Band (UK)
- Steven Troch Band (BE)
- Storing!
- Straight Up Hogs
- Sugar Queen Blues Band (USA/BE/NL)
- Sweet Mary Jane
- The Blues Kings
- The BluesBones (BE)
- The Hoochies
- The Matt Project (IT/USA)
- The Roadrunners (BE)
- Ticket West
- Travellin' Blue Kings (BE)
- VandeVen Band
- Veldman
- Verbraak & van Bijnen
- Willie B + Herbies Blues

## Editie 2020
Wegens coronamaatregelen vervallen

## Editie 2019
- Band of Friends (UK/NL)
- Ben Poole (UK)
- Big Mack
- Big Ritch featuring The Demolition Brothers
- Birds That Change Colour (BE)
- Black Cat Biscuit (BE)
- Blues Avenue
- Card the (UK/USA/NL)
- CC Jerome Band
- Chessmasters, The
- Dave Chavez Band
- Dede Priest & Johnny Clark’s Outlaws (USA/NL)
- Detonics
- Dynamite Blues Band
- Electrophonics, The
- Ernest van Aaken Band
- Fat Harry & the Fuzzy Licks
- Flavium
- Fuss Bender (BE)
- Georgina Peach and the Savoys
- Goshawks, The
- Herbieblues
- Herman Brock Jr.
- Juke Joints, The
- King of the World
- Laura Cox Band (FR)
- Living Room Heroes
- Marble Tones, The
- Men – Unplugged, The
- Meryn Bevelander Band
- Mike’s Electric Mud
- Mojo Blues Gang (BE)
- Moondaze
- Ocobar
- Raw Blues Experience (BE)
- Ray Stepien Trio
- Rolling Beat Machine
- Shakedown Tim & the Rhythm Revue
- Spider & the Fly
- Steven Troch Band (BE)
- Sunfire
- Thomas Toussaint Band
- Toon Vlerick (BE)
- Willie B

## Editie 2018
- Abe Partridge (USA)
- Allman Brothers Tribe
- Bail
- Big Bo and his Voodoo Machine
- Big Pete
- Black Hammer Voodoo
- Bluebird (BE)
- Bobby Messano (USA)
- Colonel Jetski
- Dave & the Bosses
- Detonics
- EB Bluesband
- Easterfield
- Ed & the Gators (BE)
- Eric Steckel (USA)
- Ernest van Aaken
- Gumbo & the Monk
- Hats off to Led Zeppelin (UK)
- Jan Akkerman
- Jay-Roon & The Loose Ends
- Livin’ Blues Xperience
- Louis Mezzasoma (FR)
- Mark Hummel
- Mr. G (BE)
- Mr. G and the Blue Power (BE)
- Paardekooper
- Raymunda B
- Scotch, no Soda!
- Stackhouse feat. Mark Hummel
- Stef Paglia Trio (BE)
- Sugar Boy en de Sinners
- Sweet Mary Jane
- Tiny Legs Tim (BE)
- What the FRNK
- Willie B & Herbieblues
- Wyatt & the Deputies

## Editie 2017
- Bag of Bones
- Balkun Brothers (USA)
- Big Daddy’s Breakfast Voodoo
- Big Dave & Forrest City (B/NL)
- Boogie Beasts (BE)
- Bourbon Street
- Dave & the Bosses
- Esk-Esque
- Fat Harry & the Fuzzy Licks
- Feather & the White
- Fossen & Toussaint Band
- Fred Raspail (FR)
- Herbie Blues
- Joost de Lange Rock/Blues Experience (BE)
- Leif de Leeuw Band
- Lino Vishnudatt Band
- Mylk
- Rolling Beatmachine
- Sean Webster Band
- Stackhouse
- Sunset Travelers
- Susan Santos (ES)
- T-99
- The Goddamn Gallows (USA)
- The VandeVen Band
- The Vintage Brothers
- Tinez Roots Club
- Tom Veltien & Friends
- Will Wilde (UK)
- Willie B

## Editie 2016
- Blind B & the Visionairs
- Captain Morgan Express
- Cry Wolf Blues Band
- Dave Warmerdam & Lothar Wijnvoord
- El Kroppo & Valkering
- Fred Raspail (FR)
- Gingerpig
- Herbie Blues
- Herbie Blues & Guitar Ray
- Jansen & De Leeuw
- Jimi Barbiani
- John F. Klaverband
- Jonny Smokes (USA)
- Juke Joints
- Julian Sas
- Midnight Blues Patrol (BE)
- Ramblin’ Dog
- Robbert Fossen & Thomas Toussaint
- The Bintangs Bluestrax
- The Blue Chevys (BE)
- The Chessmasters
- The Electric Blues Experiment
- The Fuel
- The Guitar Guy
- Voltage

## Editie 2015
- Allmen Band
- Dave Fields (USA)
- Dr. Nick & the High-Rise
- Leif de Leeuw Band
- Lord Bishop Rocks (USA)
- Mylk
- Phil Bee’s Freedom
- Ralph de Jongh
- Rolling Beat Machine
- The DeVilles (BE)
- The Dump Brothers (BE)
- The Veldman Brothers
- Tim O’Connor (USA)
- Uncle Junior
- Will Wilde (UK)

## Editie 2014
- Big Ritch & the Blacksmith Company
- Blueswheel
- Boogie Beasts (BE)
- Dave Arcari (UK)
- Doghouse Sam & his Magnatones (BE)
- Fat Harry and the Fuzzy Licks
- Gwyn Ashton (AU)
- Hoodoo Monks & the Black Mambo Boogie
- Little Steve & the Big Beat
- Meryn’s Project
- Reverend Shine Snake Oil Company (USA)
- The Baboons (BE)
- The Sharpees (UK)
- Tim O’Connor (USA)
- Tiny Legs Tim (BE)
- Zodiac (DE)

## Editie 2013
- 32Blues
- Cats on the Corner
- Chivy and the Bluezicians
- Down and Dirty
- Kaz Lux + John Schuurmans
- Leif de Leeuw Band
- Marina Zettle
- Mike and the Mellotones
- Red, White and Blues
- Rob Orlemans + Half Past Midnight
- Scarescone
- The Barnyard Stompers (USA)
- The Dead Revils
- Twelve Bar Blues Band
- Voltage

## Editie 2012
- Big Pete
- Bluesox
- Cassie Taylor ft. Jack Moore
- Danny Giles Band (UK)
- Ernest v. Aaken and Friends
- Gene Taylor (USA)
- Hans Tap Blues Band
- JPK Band
- Line and Friends
- Mojohand
- Rob Tognoni (AU)
- Sugar Mama
- The Goon Mat & Lord Benardo (BE)
- The Pignose Willy’s
- The Urban Voodoo Machine (UK)

## Editie 2011
- 32Blues
- Bertus Borgers
- Blues Attraction
- Britt Jansen
- Christine Borgers + Friends
- Coupe de Grace
- Denvis + Roel + Friends
- Gene Taylor Trio (USA)
- Hootenanny Jim
- Jan Akkerman + Band
- Matt Jacobs Band
- Original Sin
- The Blues Kings
- The Juke Joints

## Trivia
- Voor de editie van 2016 had Bluesroute Helmond een vergunning voor een festivalcamping midden in het centrum bij de watertoren. Uiteindelijk wordt besloten om toch geen camping te faciliteren wegens het beperkte aantal vrijwilligers. Een festivalcamping zou daar een te groot aantal van opslokken
- Sinds 2020 is het mogelijk om 'Vriend van Bluesroute Helmond' te worden. Op deze wijze kunnen liefhebbers van blues in het algemeen en van Bluesroute Helmond in het bijzonder toch een nuttige bijdrage leveren. In 2024 konden meerdere bands bekostigd worden uit de opbrengst hiervan.